# ヴィクトリア・メダル (地理学)
ヴィクトリア・メダル (Victoria Medal) は、イギリスの王立地理学会 (RGS) によって授与される賞。1902年以降、「地理学の研究における顕著な功績に対して (for conspicuous merit in research in geography)」授与されている。RGSが授与する賞としては、創立者メダル (Founder’s Medal) とパトロンズ・メダル (Patron's Medal) の2種類がある金メダルに次ぐ位置づけがなされている。

## 受賞者
以下には、1960年代までについてはおもな受賞者、1970年代以降についてはすべての受賞者を挙げる。イギリス人ではない者、おもにイギリス以外に活動拠点を置くイギリス人については、必要に応じて注記を付した。

### 20世紀前半
- 1903年：スヴェン・ヘディン (Sven Hedin) - 地理学者、中央アジア探険家、スウェーデン人[4][5]。
- 1905年：ジョン・ジョージ・バーソロミュー (John George Bartholomew) - 地図学。地図帳編纂[6]。
- 1917年：ジョン・スコット・ケルティ (John Scott Keltie) - 地理教育。王立地理学会事務局長（実質的には1892年 - 1915年）[7]
- 1938年：アーサー・ロバート・ヒンクス (Arthur Robert Hinks) - 天文学、地理学[8]。
- 1946年：ハーバート・ジョン・フルア (Herbert John Fleure) - 人文地理学、動物学[9]。
- 1948年：フランク・デベナム (Frank Debenham) - 極地研究[10]。

### 1950年代
- 1957年：シドニー・ウィリアム・ウルドリッジ (Sidney William Wooldridge) - 地質学、地形学[11]。

### 1960年代
- 1962年：カール・トロール (Carl Troll) - 景観生態学、山岳研究。ドイツ人[12]。

### 1970年代
- 1970年：レイリー・アシュリン・スケルトン (Raleigh Ashlin Skelton) - 地図学。
- 1971年：オスカー・スペイト (Oskar Spate) - オセアニア地域研究。おもにオーストラリアで活動[13]。
- 1972年：G・H・J・デイシュ (G H J Daysh)
- 1973年：エミル・エスティン・エヴァンス (Emyr Estyn Evans) - 考古学（新石器時代）[14]。
- 1974年：チャールズ・アルフレッド・フィッシャー (Charles Alfred Fisher]) - 東南アジア研究[15]。
- 1975年：カール・O・サウアー (Carl O. Sauer) - 文化地理学。ドイツ系アメリカ人[16]。
- 1976年：J・N・ジェニングス (J.N.Jennings) - 地形学。おもにオーストラリアで活動[17]。
- 1977年：エムリス・ジョーンズ (Emrys Jones) - 社会地理学、都市計画。
- 1978年：テレンス・アームストロング (Terence Armstrong) - 極地研究[18]。
- 1979年：トルステン・ヘーゲルストランド (Torsten Hägerstrand) - 時間地理学。スウェーデン人。

### 1980年代
- 1980年：ジャン・ゴットマン (Jean Gottmann) - 都市地理学。フランス人。
- 1981年：ジュリアス・ボーデル (Julius Büdel)
- 1982年：ヘルムート・J・ユザッツ (Helmut J. Jusatz) - 疾病地理学。ドイツ人[19]。
- 1983年：B・H・ファーマー (B.H.Farmer) - 地域研究。
- 1984年：リチャード・ハーツホーン (Richard Hartshorne) - 政治地理学、都市地理学。アメリカ人。
- 1985年：J・T・コポック (J. T. Coppock) - 農業地理学、土地利用。
- 1986年：任美鍔 (任美鍔、Ren Mei'e) - 地形学、地質学。
- 1987年：チョーンシー・ハリス (Chauncy Harris) - 都市地理学。アメリカ人。
- 1988年：ブライアン・ベリー (Brian Berry) - 都市地理学、経済地理学。イギリス系アメリカ人。
- 1989年：デヴィッド・シモネット (David Simonett) - 地形学、土地利用。おもにアメリカ合衆国で活動したオーストラリア人[20]。

### 1990年代
- 1990年：ロン・ジョンストン (Ron Johnston) - 社会地理学[21][22]。
- 1991年：ジョン・クラーク (John Clarke)。
- 1992年：ジョン・ゴダード (John Goddard) - 地域開発[23]。
- 1993年：ノーマン・グレイヴス (Norman Graves) - 地理教育[24]。
- 1994年：ドリーン・マッシー (Doreen Massey) - 経済地理学。
- 1995年：ヘレン・ウォリス (Helen Wallis) - 大英図書館地図キュレーター。
- 1996年：ロナルド・F・アブラー (Ronald F. Abler) - 人文地理学[25]。
- 1997年：デヴィッド・ローエンサール (David Lowenthal) - 歴史地理学。
- 1998年：イアン・シモンズ (Ian Simmons) - 考古学、古環境学[26]。
- 1999年：ロビン・バトリン (Robin Butlin) - 歴史地理学。

### 2000年代
- 2000年：デズモンド・ウォーリング (Desmond Walling) - 水文学[27]
- 2001年：ピーター・ディッケン (Peter Dicken) - 経済地理学[28]。
- 2002年：アンジェラ・ガーネル (Angela Gurnell) - 地形学[29]。
- 2003年：ナイジェル・スリフト (Nigel Thrift) - 人文地理学[30]。
- 2004年：マイケル・ワッツ (Michael Watts) - 政治経済学、地域開発[31]。
- 2005年：レイ・ハドソン (Ray Hudson) - 工業地理学[32]。
- 2006年：ジム・ローズ (Jim Rose) - 第四紀研究[33]。
- 2007年：ピーター・ジャクソン (Peter Jackson) - 社会地理学[34]。
- 2008年：リンダ・マクドウェル (Linda McDowell) - 社会経済地理学、フェミニスト地理学[35]。
- 2009年：フィリップ・リーズ (Philip Rees) - 人口地理学、人口学[36]。

### 2010年代
- 2010年：リチャード・バタービー (Richard Battarbee) - 古環境学、環境地理学[37]。
- 2011年：ジョン・ロウ (John Lowe) - 第四紀研究[38]。
- 2012年：ステュアート・レイン (Stuart Lane) - 自然地理学。おもにスイスで活動[39][40]。
- 2013年：ポール・ロングリー (Paul Longley) - 地理情報システム[41][42]。
- 2014年：スーザン・ジェーン・スミス (Susan Jane Smith) - 地理学
- 2015年：スティーヴン・ダニエルズ (Stephen Daniels) - 文化地理学
- 2016年：ロナルド・マーティン (Ronald Martin) - 地域経済開発研究[43]
- 2017年：アンドリュー・クリフ (Andrew Cliff) - 疾病地理学[44][45]
- 2018年：ウェンディ・ラーナー (Wendy Larner) - グローバリゼーション、政治地理学[46]
- 2019年：デイヴィッド・トーマス (David Thomas) - 乾燥環境と社会[47]
- 2020年： ジョナサン・リッグ(Jonathan Rigg)
- 2021年： Chris Philo
- 2022年： Paul Cloke
- 2023年： Anson Mackay
- 2024年： Lily Kong